# Jean d'Auton
Jean d'Auton (1466 – 1528) è stato un religioso, scrittore, poeta e storico annalista francese.
Appartenente alla corrente dei cosiddetti Grands Rhétoriqueurs, fu attivo fra il 1499 e il 1528. Ricordato come un umanista, si sa che fu lo storico ufficiale della corte di re Luigi XII di Francia.
Biografo reale in versi (a partire dal 1507), al pari di altri storiografi come Pierre Sala e Jean Marot, seppe dare ai suoi scritti una forma metrica regolare e una valenza epica.

## Cronista fra Medioevo e Rinascimento
Sul piano strettamente biografico poche sono le notizie certe che si hanno sulla sua figura (le stesse date di nascita e di morte sono dubbie), eccetto che fu autore, per conto del sovrano stesso, delle Chroniques de Louis XII (o Chroniques du règne de Louis XII). Era ancora un giovane monaco benedettino quando fu inviato dal monarca in Italia al seguito delle truppe francesi con il preciso incarico di registrarne - testimone e cronista al tempo stesso - le azioni.

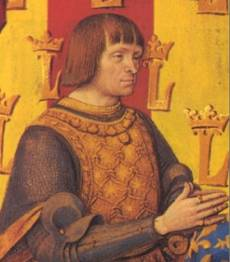
Re Luigi XII di Francia

Coevo di François Rabelais - e come questi già frequentatore del cenacolo di latinisti radunati attorno al filosofo Guillaume Budé e all'abate di Fontaine-le-Comte - si sarebbe occupato come storiografo di numerosi eventi destinati a diventare storici, come il Sacco di Castellaneta e la Disfida di Barletta. Fu testimone delle gesta dei capitani di guerra e dei capitani di ventura del Medioevo. Nei suoi Annali raccontò di come il suo sovrano soggiornò a Palazzo Malabaila di Asti per incontrare a più riprese - nel 1502 e nel 1507 - i signori di Mantova e del Monferrato, i duchi di Urbino e di Ferrara, oltre diversi ambasciatori di Stati italiani.
Affascinato, come storico, dal tema del Santo Graal, fu autore di un Traité sur le défaut du Garrillant. Descrisse battaglie e conflitti ma anche eventi straordinari come il naufragio di cui rimase vittima, sulla via del ritorno, la nave messa a disposizione di re Luigi XII, impegnato in una spedizione contro Mitilene (capoluogo di Lesbo), dalla famiglia dei Lomellini, un casato che aveva fornito più dogi alla Repubblica marinara genovese. Nel 1508 pubblico a Parigi L'exil de Genes la superbe che celebrava la vittoria della Francia sulla Repubblica di Genova.
Viaggiando per conto del suo re o in compagnia del sovrano stesso ebbe modo di visitare e osservare in maniera attenta la Genova al tempo della Repubblica, un'epoca di fasto passata alla storia come il Secolo dei Genovesi. Di Genova ebbe modo di apprezzare i fasti dei palazzi signorili di Strada Nuova e i monili di incomparabile valore indossati come ornamento dalle dame delle prestigiose famiglie genovesi e usciti dalle botteghe orafe di via degli Orefici. Le donne di Genova gli parvero nel portamento un po' altere e superbe, nei tratti benigne, nel comportamento graziose, in amore ardenti, nel volere costanti, nel parlare feconde, nel carattere leali.
Il cuore della Repubblica lo colpì in maniera particolare, tanto che ebbe modo di scrivere nei suoi resoconti di viaggio: 
(Jean d'Auton, Descrizione di Genova, 1502)